# Dionisio el Exiguo
Dionisio el Exiguo (en latín: Dionysius Exiguus; c. 460/5 - 525/50) fue un monje, erudito y matemático de origen bizantino, conocido sobre todo por ser el creador del cálculo del Anno Domini (‘año del Señor’) para calcular la fecha de la Pascua, en sustitución de la anterior era diocleciana, medida utilizada en el calendario juliano y en el calendario gregoriano que lo sucedió y perfeccionó.
Oriundo de Escitia Menor —en el actual territorio de Dobruja, entre Rumania y Bulgaria— fue miembro de una comunidad de monjes escitas concentrada en Tomis, la ciudad principal de Escitia Menor. Desde principios del siglo VI vivió en Roma, donde se convirtió en miembro de la Curia Romana.

## Vida
Se conocen muy pocos datos sobre la vida de Dionisio. Gran parte de ellos provienen de la obra de Casiodoro Institutiones divinarum et saecularium litterarum, y otros de unas pocas alusiones autobiográficas en los prólogos de sus trabajos, dedicatorias o encabezamientos de cartas.
En latín se lo llamaba Dionysius Exiguus ('Dionisio el Enano' o 'el Pequeño'), apodo que aparece al principio de alguno de sus trabajos, pero que es posible que sea obra de algún copista posterior. Casiodoro nunca utilizó el cognomen y su aparición más temprana es a principios del siglo VIII, en una cita de Beda en su Historia eclesiástica del pueblo inglés (HE 5.21). En una carta dedicatoria al papa Hormisdas, Dionisio se refiere a sí mismo como mea parvitas, recalcando su pequeñez o insignificancia frente a la grandeza del Papa. Incluso si el mismo Dionisio lo utilizó, es probable que sea una forma de humildad monástica antes que una alusión a su apariencia física. Beda también se refiere a él con el título de abbas, seguramente como fórmula de respeto que no significa necesariamente que Dionisio llegase en algún momento a dirigir un monasterio. En el prólogo de una ampliación de su Computus datada en el año 616 incluso se lo define como «el abad más erudito de Roma».
Casiodoro era un adinerado senador y asesor del rey ostrogodo Teodorico el Grande que, convertido al cristianismo, había estudiado con Dionisio y era su amigo personal. En sus Institutiones, Casiodoro dice de Dionisio que era originario de «Escitia», aunque educado como un romano. Escitia había sido una provincia romana y, gracias a la dedicatoria de su traducción de dos cartas de Cirilo de Alejandría a sus antiguos compañeros monjes, se puede identificar la antigua colonia griega de Tomis como su lugar de procedencia.
Dionisio, que escribió no haber conocido al papa Gelasio I, debió llegar a Roma algo después de la muerte de Gelasio, alrededor del año 500, donde se encontraba con seguridad durante el pontificado de Hormisdas, entre 514 y 523.  Tampoco se sabe cuánto tiempo permaneció allí, pero había fallecido con seguridad en la década del 550, cuando Casiodoro escribió las Institutiones. En esta obra Casiodoro no menciona el trabajo sobre el calendario por el que hoy es más conocido Dionisio, aunque quizás él mismo, o alguien cercano, fuera el autor de la primera mención conocida a un año como ab anno Domini, texto en el que se pone como ejemplo el año 562 (PL 69, 1249).

## El origen de la estructura metónica de su tabla pascual
La tabla pascual de 95 años de Dionisio el Exiguo debe su excelencia a la estructura especial de su ciclo lunar de 19 años en su sexta columna F (estando estrechamente relacionado con la esencialmente misma estructura pero ordenada claramente de su ciclo de 19 epactas en su tercera columna C); esta estructura especial es una aplicación del ciclo metónico (descubierto en el quinto siglo antes de Cristo en Babilonia o por Metón) en el calendario juliano. Es por esta razón que también la estructura en cuestión y ciclos lunares semejantes se llamen metónica y metónicos, respectivamente. La estructura metónica para ciclos lunares de 19 años fue inventada alrededor del año 260 por el gran computista alejandrino Anatolio de Laodicea. El ciclo lunar metónico de 19 años de Anatolio, sin embargo, difiere del de Dionisio el Exiguo, que es igual al ciclo lunar alejandrino clásico de 19 años, siendo la variante cercana del ciclo lunar de 19 años de Teófilo introducido por el computista alejandrino Aniano y adoptado por el obispo Cirilo de Alejandría.

## Su tabla de Pascua y elAnno Domini
Aunque Dionisio es famoso porque se le atribuye la introducción de la era cristiana como sistema para numerar los años, su trabajo estaba enfocado en obtener una ampliación de las tablas usadas hasta entonces para el cálculo de la fecha de la Pascua. Como esta fecha depende de los ciclos lunares, se hace necesario calcular el periodo de tiempo en el que un número determinado de meses sinódicos (los 29,53 días que hay entre dos fases similares de la luna) coinciden con un cierto número de años solares (de unos 365,25 días). Dionisio utilizó el más exacto de su época, el ciclo metónico de 19 años. En el prefacio de su tabla, Dionisio dice haber utilizado cinco de tales ciclos para obtener las fechas pascuales de un periodo de 95 años.
Es solo en el contexto del uso de la tabla pascual donde Dionisio utilizó la datación basada en la Encarnación y no parece haber tenido la intención de que se convirtiera en una nueva base cronológica. Tampoco cita fechas concretas fuera de sus cálculos salvo en una carta dirigida al entonces canciller del papa Juan I, y a su vez futuro papa, Bonifacio, donde le explica detalles sobre la luna pascual de ese año, que dice es el 14.º de un ciclo de 19 y el 4.º de un ciclo indiccional, que en sus tablas corresponde al año 242 de la era diocleciana, es decir, el año 526. Dionisio designa el año 525 como el del consulado de Probo, lo que indica que era el año consular, oficial en su época, el marco de referencia básico que él mismo utilizaba.
Ideó un nuevo sistema de numeración de los años para reemplazar los años dioclecianos que se usaban en las viejas tablas de Pascua, porque no quería continuar la memoria de un dictador que había perseguido a los cristianos. El problema es que Dionisio se equivocó en unos 4 a 7 años al datar el reinado de Herodes I el Grande, por lo que dedujo que Jesús había nacido el año 753 a. u. c. (ab urbe condita: desde la fundación de Roma), cuando debió suceder hacia el 746 a. u. c.
Este sistema Anno Domini se volvió dominante en Europa Occidental solo después de que lo utilizara Beda el Venerable para fechar los sucesos en su Historia eclesiástica de los ingleses, que completó en el 731.

### Calendario sin año cero
Dionisio el Exiguo no proveyó a la era de un año cero. Esto no resulta extraño, ya en la Europa altomedieval nadie conocía el número cero. No obstante, la presencia de la palabra latina nulla en la tercera columna de su tabla de Pascua crea la impresión de que Dionisio el Exiguo conociese ese importante número. Pero no hay nada a partir de lo cual pudiese deducirse que su nulla fuese un cero verdadero (de todas formas, él no lo utilizó en sus cálculos). En Europa se debió esperar hasta el segundo milenio antes de que se pudiese disponer del número cero, que los árabes tomaron de la India y llevaron a Occidente.[cita requerida]
En realidad, Dionisio no habla de año cero porque su introducción es una convención que ayuda en cálculos astronómicos, por lo que no fue un error. Los días antes al punto 0 pertenecen al año -1 y los días siguientes son ya del +1. Por eso, el año 0 no tiene extensión alguna, es sólo un instante entre los años -1 y +1. Lo mismo que al empezar la era llamada de la Fundación de Roma se empieza con el año +1, y el año anterior sería el -1 de esa era, pero no el 0.

## Otras obras
Dionisio el Exiguo realizó también una de las primeras colecciones de derecho canónico. Tradujo del griego al latín 401 cánones, incluyendo los cánones apostólicos y los decretos de los concilios de Nicea, Constantinopla, Calcedonia y Sárdica, y también una colección de 39 decretos papales, desde Siricio hasta Anastasio II. Estas colecciones gozaron de una gran autoridad en Occidente y aún guían la administración de la Iglesia católica-romana.
A petición de una dama llamada Gala, hija de Símaco, tradujo una obra denominada Vita Pachomii, la Vida de San Pacomio. También escribió un tratado sobre matemáticas elementales.[cita requerida]